# Bembrops quadrisella
Bembrops quadrisella is een straalvinnige vissensoort uit de familie van baarszalmen (Percophidae). De wetenschappelijke naam van de soort is voor het eerst geldig gepubliceerd in 1998 door Thompson & Suttkus.
Het holotype werd in 1957 gevangen in de Atlantische Oceaan voor de kust van Suriname (07° 38' N, 54° 43' W, 457 m diep).
De soort komt veel voor in de Caraïbische Zee, langs de kust van Venezuela, Nicaragua, Costa Rica, Honduras en in de Kleine Antillen, meestal tussen 400 en 600 m diep.
De standaardlengte varieert van 101 tot 231 millimeter.